# André Turpin
André Turpin (Quebeque, 1966) é um premiado cineasta franco-canadense que trabalha como diretor, diretor de fotografia e roteirista. Ao longo de sua carreira, foi agraciado com os prêmios Canadian Screen e Genie. Seu trabalho mais conhecido como diretor é Un crabe dans la tête, que foi selecionado para a categoria de melhor filme internacional na 75.ª edição do Óscar, embora não tenha sido nomeado.

## Carreira
Turpin dirigiu seu primeiro filme, Zigrail, em 1995. Embora tenha continuado a dirigir filmes esporadicamente ao longo de sua carreira, como Cosmos (1996), Ina Litovski (2012) e Endorphine (2015), destacou-se como diretor de fotografia, trabalhando em inúmeros projetos. Em 2000, trabalhou como diretor de fotografia no filme Maelström, dirigido por Denis Villeneuve, pelo qual recebeu o prêmio Genie de melhor fotografia. Dez anos depois, repetiu o feito, desta vez com o filme Incendies, também dirigido por Villeneuve. Ele também recebeu os prêmios Canadian Screen pelos filmes Mommy (2014) e Juste la fin du monde (2016).
Como diretor e roteirista, Turpin destacou-se com Un crabe dans la tête, filme que foi selecionado para a categoria de melhor filme internacional na 75.ª edição do Óscar. Em 2016, recebeu uma nomeação ao MTV Video Music Awards por sua direção de fotografia no videoclipe da canção "Hello", da cantora britânica Adele.